# Harbour Glacier (glaciär i Antarktis, lat -64,81, long -63,41)
Harbour Glacier är en glaciär i Antarktis. Den ligger i Västantarktis. Argentina, Chile och Storbritannien gör anspråk på området. Harbour Glacier ligger 295 meter över havet.
Terrängen runt Harbour Glacier är huvudsakligen kuperad, men söderut är den bergig. Havet är nära Harbour Glacier åt nordväst. Trakten är obefolkad. Det finns inga samhällen i närheten. 